# Olivier Jenot
Olivier Jenot (ur. 28 listopada 1988 w Monako) – monakijski narciarz alpejski, olimpijczyk, złoty medalista Zimowej Uniwersjady 2013 w kombinacji.

## Udział w ważnych imprezach

### Zimowe Igrzyska Olimpijskie
- Turyn 2006 – 34. (slalom), 48. (super gigant), DNF (slalom gigant)
- Soczi 2014 – 28. (superkombinacja), 35. (super gigant), DNF (slalom, slalom gigant)
- Pjongczang 2018 – 28. (superkombinacja), 38. (super gigant), 38. (slalom gigant)

### Mistrzostwa Świata
- Val d'Isere 2009 – 25. (slalom), DNF (slalom gigant)
- Ga-Pa 2011 – 34. (slalom), 44. (slalom gigant)
- Schladming 2013 – 44. (slalom gigant), DNF (slalom)
- Sankt Moritz 2017 – DNF (super gigant)

### Mistrzostwa Świata Juniorów
- Mount St. Anne 2006 – 59. (zjazd), DNF (slalom gigant, super gigant), DSQ (slalom)
- Formigal 2008 – 26. (slalom), 28. (super gigant), DNF (slalom gigant)